# Pearl Peden Oldfield
Pearl Peden Oldfield, född 2 december 1876 i Cotton Plant i Arkansas, död 12 april 1962 i Washington, D.C., var en amerikansk demokratisk politiker. Hon var ledamot av USA:s representanthus 1929–1931.
Pearl Peden Oldfield studerade vid Arkansas College (numera Lyon College) och fyllnadsvaldes till representanthuset efter maken William Allan Oldfields död. Maken hade blivit omvald 1928 innan han avled i ämbetet. Hon efterträddes 1931 som kongressledamot av John E. Miller.
Pearl Peden Oldfield avled 1962 och gravsattes på Oaklawn Cemetery i Batesville i Arkansas.